# Dite un po' giovinotto!
Dite un po' giovinotto! (Say! Young Fellow) è un film muto del 1918 diretto da Joseph Henabery.

## Produzione
Il film fu prodotto dalla Douglas Fairbanks Pictures. Secondo la pubblicità, per diversi effetti fotografici "innovativi" sono state necessarie fotocamere e accessori appositamente realizzati dal direttore della fotografia capo, Hugh McClung. Molte scene, sarebbero state girate a Ventura, in California.

## Distribuzione
Il copyright del film, richiesto dalla Famous Players-Lasky Corp., fu registrato il 17 giugno 1918 con il numero LP12609.

Distribuito dalla Famous Players-Lasky Corporation, il film uscì nelle sale statunitensi il 16 giugno 1918. Nel 1920, uscì in Svezia (6 aprile, con il titolo Heja, Douglas!) e in Danimarca (13 aprile, come Paa'en igen Douglas).
In Italia, ottenuto il visto di censura numero 17371, fu distribuito nel 1922 dalla Monat.
Non si conoscono copie ancora esistenti della pellicola che viene considerata presumibilmente perduta.